# Crossy Road
Crossy Road  est un jeu d'arcade publié le 20 novembre 2014 sur IOS et Android. Il a été développé par Hipster Whale, compagnie de Andy Somme, Matt Hall, et Ben Weatherall. Le nom et le concept du jeu est tiré de la blague « Pourquoi le poulet traverse la route? ». Le jeu est considéré comme un « Endless Frogger » (un Frogger perpétuel),,.

## Système de jeu

### Objectifs
Le but du jeu est d'avancer autant que possible à travers des routes, des rivières, de l'herbe et des voies ferrées, sans mourir. Le joueur joue avec une mascotte (comme un poulet, koala, ou lapin) et appuie sur l'écran pour aller de l'avant ou glisse le doigt sur l'écran dans la direction de déplacement de la mascotte. Il existe de nombreux obstacles qui cause immédiatement la mort, tels que les rivières, les voitures et les trains. Pour surmonter ces obstacles, le joueur doit avancer lorsque le chemin est libre ou doit utiliser les plateformes mouvantes sur la rivière pour la traverser. Pour décourager la marche au ralenti ou l'arrêt total, un aigle apparaît et s'empare de la mascotte s'il reste au même endroit pendant trop longtemps ou se déplace de trois pas en arrière, entraînant la perte de la partie. Chaque déplacement d'un carré vers l'avant fera gagner un point, tous les 50 points gagnés un effet sonore se fait entendre. De plus, les pièces d'or utilisées pour déverrouiller de nouvelles mascottes sont disséminées dans l'environnement.

### Personnages
La version iOS de Crossy Road contient 145 personnages jouables, y compris le défaut, le Poulet. Il y a 119 personnages à débloquer et 22 dit « secrets ». Le jeu ne compte 141 caractères, car Tirelire, PSY, et Pac-Man sont disponibles via les achats in-app, bien que Pac-Man est gratuit. De plus, la version Android comprend le robot de la marque. 

### Pièces de monnaie
Les pièces sont une monnaie du jeu pour l'achat aléatoire de mascottes à partir d'une machine à surprises. La machine peut distribuer une mascotte que le joueur possède déjà ou une nouvelle. Les pièces peuvent être obtenus dans le jeu en marchant sur les pièces disséminées, regarder des vidéos publicitaires, effectuer des défis et en utilisant de l'argent réel. Les pièces sont comptées dans le coin supérieur droit. 100 pièces de monnaie peuvent être utilisées pour tenter de débloquer une nouvelle mascotte. 

### Temps
Dès que le jeu est téléchargé, le joueur reçoit un cadeau gratuit. Ces intervalles commencent à trois minutes, puis six minutes, 3 heures et enfin 6 heures.

## Développement
Avant la création, les développeurs ont prévu de passer six semaines seulement sur le développement, mais en réalisant le potentiel de l'application ils lui ont dédié encore six semaines pour la terminer. Le jeu est basé sur le modèle free-to-play comme le jeu Dota 2. Selon le développeur Matt Hall, Crossy Road est inspiré de Frogger, Temple Run, Subway Surfers, Disco Zoo, Flappy Bird, Skylanders, de Minuscules Ailes et Fès.

## Accueil

### Critique
Crossy Road reçoit une moyenne agrégée de 88 % sur le site Metacritic.
- Gamezebo : 4,5/5[11]
- Pocket Gamer : 9/10[12]
- TouchArcade : 5/5[6]

### Récompenses
Le jeu a été finaliste aux Australian Game Developer Awards 2014 dans la catégorie Jeu de l'année. En 2015, Crossy Road est l'un des gagnants de 2015 des Apple Design Awards.

### Ventes
Trois mois après sa sortie initiale, le jeu rapporté plus de 10 millions de dollars et plus de 50 millions de téléchargements.

## Disney Crossy Road
Le 16 mars 2016, Disney Interactive Studios annonce un partenariat avec le développeur Hipster Whale pour développer une version Disney du jeu Crossy Road en présentant une bande-annonce avec Mickey Mouse,. 
Le spin-off nommé Disney Crossy Road sort quelques semaines plus tard le 12 avril sur iOS, Android et Windows Phone. Il dispose des personnages de Disney comme Mickey Mouse et Donald Duck, ainsi que certains personnages de nombreux films de Disney comme Le Roi Lion, Raiponce, les mondes de Ralph et Pixar' Toy Story série et Vice-versa. Le jeu possède 250 personnages.
Le jeu a reçu les notes suivantes de la presse spécialisée :
- Gamezebo : 5/5[20]
- Pocket Gamer : 8/10[21]
- TouchArcade : 5/5[22]

- Niveaux
  - Mickey Mouse
  - Haunted Mansion
  - Le Roi lion
  - Toy Story
  - Raiponce
  - Les Mondes de Ralph
  - Les Nouveaux Héros
  - Vice-Versa
  - Zootopie
  - Alice de l'autre côté du miroir
  - Le Livre de la jungle
  - Le Monde de Dory
  - Pirates des Caraïbes
  - Monstres et Cie
  - Aladdin
  - L'Étrange Noël de monsieur Jack
  - Vaiana : La Légende du bout du monde
  - Mulan
  - Les Indestructibles
- Niveaux futurs[réf. souhaitée]
  - Cendrillon
  - La Bande à Picsou
  - Star Wars
  - Le Voyage d'Arlo
  - Lilo et Stitch
  - La Belle et la Bête
  - Cars